# Dead Space Ignition
 『Dead Space Ignition』（デッドスペース イグニッション）は、Visceral Gamesとスモウ・デジタルが開発し、エレクトロニック・アーツがXbox Live ArcadeとPlayStation Network向けに発売したアクションパズルゲーム。本作はサードパーソン・シューティングゲーム『Dead Space 2』に繋がる作品であり、作品の時系列では『Dead Space』とDead Space 2の間である。2010年10月12日に発売された本作は、エグゼクティブ・プロデューサーのSteve Papoutsisが「インタラクティブなコミックスタイルのゲーム」と表現する形式を取り、Dead Spaceのゲームおよびコミックシリーズの脚本を手掛けたアントニー・ジョンストンが脚本を担当している。  
ゲームクリア後、プレイヤーは15％のアーマーと15個のインベントリスロットを備えたハッカーテーマスーツや、ゲームのハッキング部分へのボーナスなどDead Space 2のボーナスアイテムを受け取れる。プレイヤーはまた、ハッカーテーマのコンタクトビーム兵器、追加のパワーノード、ヘルスパック、弾薬および音声ログも入手できる。これらのボーナスは、Dead Space Ignitionのクリアセーブファイルでアンロックされる「conduit room」で発見できる。 
EAのプレスリリースではIgnitionの基本的なプロットの概要を説明し、本作の出来事がスプロール（Dead Space 2の舞台）上で起こり、初期のネクロモーフのアウトブレイクを生き残るためにプレイヤーが挑戦し、その後Dead Space 2のプロットが築かれると明らかにしている。エグゼクティブプロデューサーのSteve Papoutsisは、このシリーズの多くの関連作品の最初の作品である本作は「Dead SpaceファンにDead Space 2に至るまでの出来事に関する独自の視点を提供し、またゲーマーの新規ユーザーにストーリー展開を紹介する」と示唆した。Dead Space IgnitionはDead Space 2の出来事の前に起きている。

## プロット
フランコ・ドリール（Franco Delille）という名前のエンジニア（プレイヤーキャラクター）と彼の相棒のサラは、スプロール（土星の衛星の1つであり「惑星裂きされた」（planet-cracked）タイタンの破片上に建設された宇宙ステーション）のエレベーターを修理するために呼び出されたが、破壊工作の証拠を発見した。その後、彼らはコンピューターのメインフレームを修復するために呼び出され、再び損傷が意図的なものであることを発見した。仕事に向かっている途中で遠くから聞こえた叫び声を調べに向かった彼らは「ネクロモーフ」と呼ばれるグロテスクなクリーチャーに襲われている人々に出会った。フランコとサラは路面電車を使用して脱出した。そこから、ネクロモーフによる攻撃を受け続ける中、彼らはステーションシステムを修復と他の生存者の支援のためにスプロール全体に派遣される。プレイヤーの選択に応じて、サラは窒息、ネクロモーフ、または暗号化されたメッセージを受け取った（ユニトロジストかもしれない）フランコによって殺される。ストーリーは、フランコがスプロール病院に到着し、昏睡状態のアイザック・クラークを復活させ、『Dead Space 2』のオープニングシーンに至るところで終わる。

## ゲームプレイ
Dead Space Ignitionはパズルゲームであり、本作の特徴としてさまざまな論理パズルと器用さが求められるパズルがある。 

## 評価
Ignitionは主に否定的な評価をされており、多くのレビュアーがコミック・ブックスタイルのカットシーンやいくつかのゲームプレイ要素を批判している。Game Informerは本作に10点中2.5点を与え、「次のFuzion Frenzy」のように感じると批判した。 